# Richard Chanfray
Richard Chanfray (Lyon, 4 de abril de 1940 - Saint Tropez, 14 de julho de 1983), também conhecido como Richard St. Germain, foi uma figura pública na França na década de 1970. Alegava ser o Conde de St. Germain e se apresentou em vários programas da TV europeia aclamando possuir o poder de transmutar chumbo em ouro.

## Biografia
Sua carreira na mágica se iniciou em 1973 no Parisian theater, onde foi apresentado como "o homem que transforma chumbo em ouro". Este ato de alquimia foi supostamente realizado sem o uso de truques.
Richard nasceu no dia 4 de abril de 1940 na cidade francesa de Lyon. Passou sua infância nas ruas, onde teria se tornado um ladrão. Foi preso por agredir uma mulher durante um assalto passou seis anos na prisão onde leu alguns livros antigos, aprendendo sobre o Conde de St. Germain, um misterioso alquimista que afirmava poder transformar chumbo em ouro, preparar poções e adquirir a imortalidade. Chanfray adotou a personalidade do personagem, conquistando o carisma da alta sociedade francesa com a mágica, esoterismo e hermeticismo. Ele rapidamente se tornou famoso pelas suas habilidades, usando de adivinhação e leitura psíquica para com várias figuras famosas, bem como pelas suas afirmações bizarras.

## Envolvimento com Dalida

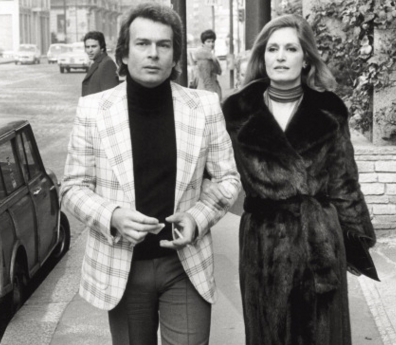
Richard e Dalida em 1975.

Em 1972 conheceu a cantora Dalida, que, àquela época, era a mais popular estrela da música francesa. O ex-marido dela, Lucien Morisse, bem como o antigo noivo, o cantor e compositor Luigi Tenco, haviam ambos  cometido suicídio. Quando Dalida conheceu Chanfray ela se apaixonou rapidamente. Ela reconheceu sua paranóia, por exemplo dormir com um revólver debaixo da cama. Richard ficara por mais um ano na prisão, além de ser obrigado a pagar uma indenização de 500.000 francos, quando atirou em um homem que encontrara em sua cozinha numa certa noite. O homem foi ferido apenas superficialmente e revelou ser o namorado da empregada.

## Declínio da carreira
O incidente marcou o início de seu declínio. A relação do casal entrou em crise, e Chanfray tentara ser músico, pintor e escultor porém sem sucesso. Dalida e Chanfray se separaram, e apesar de seus problemas, ele continuou a figurar entre as celebridades de Paris e Saint Tropez. Ele se tornou amante da baronesa de Trintignan, Paula de Loos, cujo título era falso tanto quanto ela. De Loos era no entanto uma milionária, e quando Chanfray começou a suspeitar das atividades do administrador financeiro de De Loos, ele o ameaçou com uma espingarda. Ele foi outra vez preso e multado, quando buscou a De Loos por ajuda, porém ela também estava endividada.
Sua última aparição pública foi em Saint Tropez no mês de junho de 1983. Ele foi descrito como muito magro, com cabelos brancos e aparência abatida.

## Suicídio
No dia 14 de julho de 1983 em uma cidade próxima a Saint Tropez, Chanfray e De Loos cometeram suicídio, ingerindo barbitúricos enquanto inalavam a fumaça do escapamento de seu carro. Próximo havia uma nota de suicídio com os dizeres: "Eu vou e levo ela comigo, porque ela é como eu..."